# Fano a Corno
Fano a Corno è una frazione di Isola del Gran Sasso d'Italia posta ad un'altitudine di 650 m circa. 
Nella parte alta del paese si trova l'antico monastero di San Salvatore, risalente al XII secolo, un'antichissima fondazione benedettina edificata sulle rovine di un tempio dedicato ai Fauni.
Naturalisticamente la zona è di grande fascino: la frazione, infatti, è posta alle pendici del Gran Sasso,si sviluppa tra due affluenti del Mavone ed è racchiusa all'interno della catena montuosa del Gran Sasso che va dal Monte Brancastello al costone dell'Arapietra e di Cima Alta.
Di fronte, la vista è straordinaria poiché si può ammirare il paretone del Corno Grande in tutta la sua bellezza. Il territorio di Fano a Corno è incluso nel Parco nazionale del Gran Sasso e Monti della Laga.

## Storia

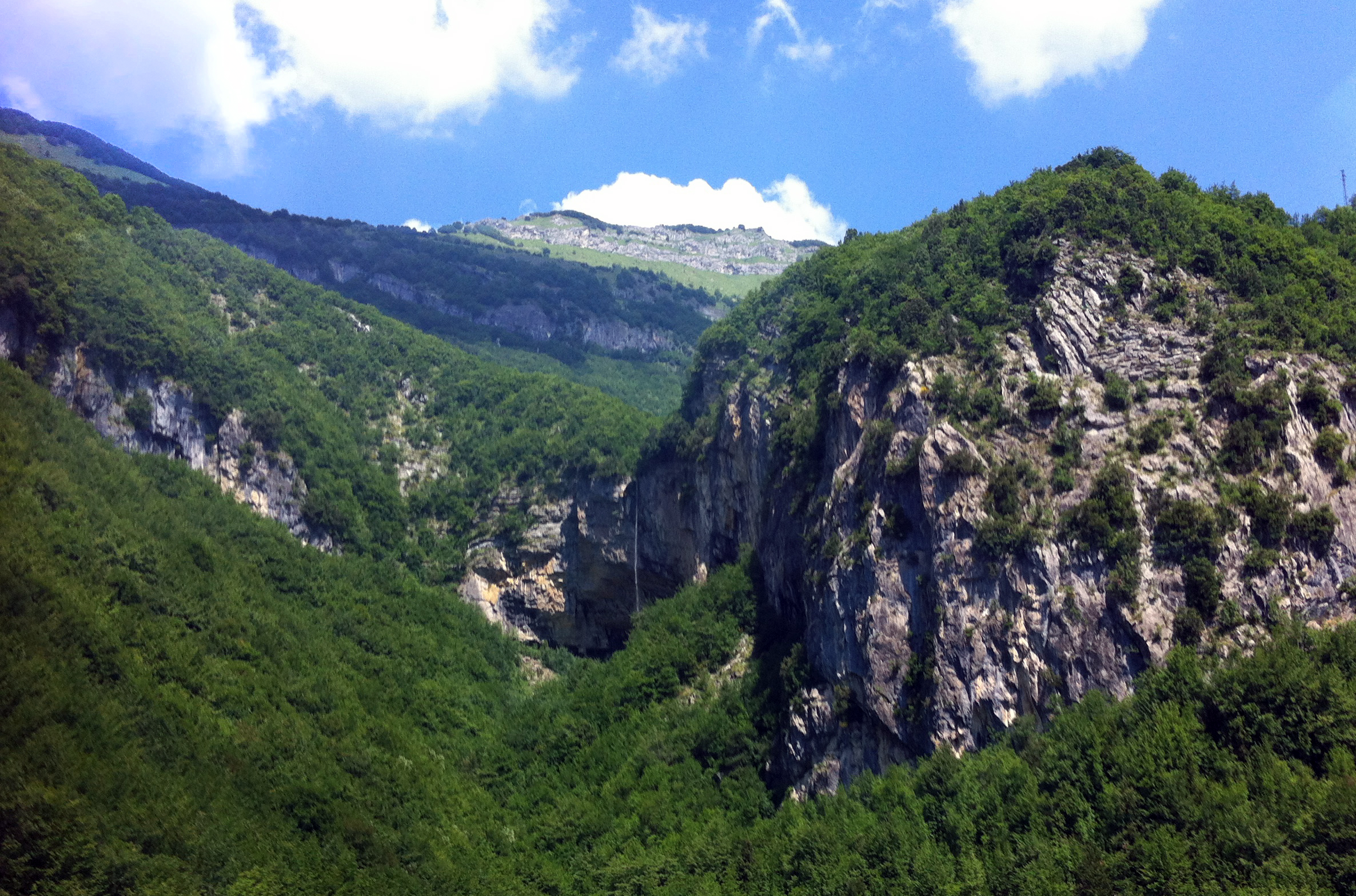
Cascata di Biselli, alta circa 70 metri, visibile dalla A24 all'altezza di Fano a Corno

Dove oggi sorge il paese di Fano a Corno, decine di secoli fa, c'era un tempio pagano, nel quale i viaggiatori che, percorrendo la Via Ceciliana, attraversavano il Gran Sasso, ringraziavano ovvero si propiziavano la divinità: il tempio era dedicato ai Fauni, le divinità che presiedevano ai boschi, dato che come noto, queste contrade anticamente erano coperte da foreste di querce e faggi secolari.
Sulle rovine di questo FANUM, nel secolo VIII i monaci di S. Benedetto furono invitati ad aprire un loro monastero, ed il tempio da loro eretto fu dedicato al SS. Salvatore. Il nuovo cenobio ebbe molto a languire, forse per la distanza dalla casa-madre di Montecassino, o per l'asperità della zona, o perché le comunicazioni si andavano rendendo sempre più difficoltose.
Fatto si è che nel 1045 troviamo il monastero così mal ridotto che, incontratisi a Roma l'Abate di Montecassino e San Pier Damiani, trattarono di questo monastero, e si stabilì che ci venissero gli Avellaniti, di cui il Damiani era Priore Generale. Così l'anno seguente, la nuova famiglia religiosa si stabiliva a Fano a Corno.
Nel 1049 San Pier Damiani, reduce da Milano, ove era stato inviato dal Papa, come angelo di pace, conduceva seco alcune tra le famiglie più povere e faziose di quella città, e assegnava loro e dimora un luogo poco sotto il monastero, oltre il fiume, nel sito dove poi sorse la frazione detta S. Maria in Catarolo o Caldarolo.
L'opera di pace e di costruzione materiale e morale iniziata dal Santo fu bene apprezzata dai signori del luogo, e nel 1055 due feudatari pennensi, Torello di Cresidio e Morello di Sansone, donavano al monastero dei terreni, più la chiesa dei SS. Nicola, Biagio e Michele Arcangelo che sorgeva ad oltre mille metri di altezza, su per la costa del Corno Grande. Presso questa chiesa il Damiani costruì l'eremo che era destinato a prendere il titolo ed il comando di tutta la nuova fondazione e della zona intera; primo Priore fu Bampone o Bambone. Papa Innocenzo П, nel 1129 menziona il priorato di S. Nicola del Corno, come pure lo ricorda l'imperatore Federico П (da documenti dell'archivio parrocchiale).
Secondo gli annalisti Camaldolesi, da S. Nicola a Corno dipendevano le chiese SS. Salvatore, di S.Eusanio, di San Chierico (o Quirico), di S. Giambattista e S. Pietro, nella diocesi di Penne; più le chiese di S. Giorgio di Casalnovo, di S. Biagio e S. Germano nella diocesi di Termoli, incamerate del Comune al tempo della invasione napoleonica. 
Nel 1322 S. Nicola a Corno, per motivi di interesse, ebbe una lite con la badia di S. Maria di Calena, nella Diocesi di Siponto. I due monasteri fin dal 1283 si erano scambiati dei beni, ma il monastero di Fano a Corno non era stato risarcito a dovere. Della causa furono interessati i Vescovi di Perugia e di Aquila, mentre un canonico di Santa Maria di Ronzano rappresentava il Vescovo di Teramo. I giudici riconobbero il buon diritto del nostro Abate che fu compensato da quello di S. Maria di Calena con la cospicua somma di 50 once d'oro.
In seguito il monastero passò agli abati commendatari fino all'anno 1563, quando il Priore di fonte Avellana, per sottrarlo ad essi, vi rimandò una famiglia di monaci composta di un Priore, quattro sudditi ed un domestico. In quel secolo anche l'autorità civile riconosceva la giurisdizione spirituale e temporale dei priori avellaniti su Fano a Corno e tutto il suo territorio. È così che nel 1598 si recò al monastero di S. Nicola a Corno l'Abate di Fonte Avellana, D. Giulio Grossi, per mettere pace tra l'abate locale ed un certo Nicola Sforzati di Basciano.
Il nostro monastero fu chiuso in seguito alla Costituzione Apostolica di Innocenzo X Instaurandae regularis disciplinae opus che sopprimeva tutti i piccoli conventi, perché, per la carenza di soggetti, i pochi religiosi che vi dimoravano conducevano un vita poco regolare. Tuttavia i due conventi di Fano a Corno e S. Nicola rimasero in possesso degli avellaniti che, nel 1669, erano costretti a vendere alcuni possedimenti monastici per soddisfare certi debiti che avevano con la S. Sede.
Nel 1780 vi troviamo il Rev. D. Teodosio Pani, Priore Camentolese attuale priore di Fano a Corno e Curato di S. Salvatore, che ebbe varie vertenze con l'Università ossia Comune di Casale S. Nicola. Questo sacerdote, in data 16-10-1784, mandava ad un suo amico di Isola un sonetto che ci piace riportare, anche se non conosciamo l'occasione che ne diede motivo.
SONETTO

Per me, da questo mio Romito Monte

Men noioso, e più bel che 'l Vaticano

Scende, rigando un mio orticello, al piano

Muor nel Maôn, indi non lungi un fonte.

Qui dell'onore pianger soglio l'onte

Ch'ebbe già l'uom dal Facitor Sovrano

Di qual onor, che il mondo orbo, ed insano

Spense, turbando la gelosa fronte.

Ora in memoria del mio pianto amaro

Di lui che andò a la Magion Beata

Sorge questo ruscel soave e chiaro.

Saggio Signor lì che a la spoglia amata,

Di ridar vita a noi gli Dei serbaro

Col mantenermi la parola data.

Don Teodosio dotava l'archivio del monastero di un documento che è giunto fino a noi. Si tratta di un Libro in cui trovansi descritti tutti li beni del Ven/bli Chiese di S. Nicola e SS. Salvatore di Fano a Corno ricarcati da catasti nelle rispettive canne in cui trovansi situati... Formato colla maggiore diligenza possibile da me D. Teodosio Pani della città di Faenza e parroco benedettino della Congregazione Camal/ese l'anno del Signore 1784.
Monastero ed eremo rimasero in possesso degli Avellaniti fino al tempo della soppressione Napoleonica. La chiesa del monastero divenne in seguito sede della parrocchia, ed ecclesiasticamente passò sotto la giurisdizione del Vescovo di Penne ed Atri. Quando poi, nel 1950, fu costituita la Diocesi di Penne-Pescara, ed Atri fu unita a Teramo, anche Fano a Corno passò a Teramo.
Oggi il paese di Fano a Corno conta circa 430 abitanti.
Dal 1º agosto 1961 in paese transita la corriera che unisce al capoluogo le frazioni del Comune di Isola; mentre in data 27 novembre 1961 fu inaugurato il nuovo Ufficio Postale, istituito per interessamento del Parroco D. Michele Di Pietro.